# 獣手
『獣手』（けものて）は2024年1月27日に公開された日本映画。性・暴力描写がありR15+指定。

## 概要
プロデューサーである福谷孝宏が自費を投じ監督の夏目大一朗に自身が主演の映画製作を依頼、完成した中編映画を基にクラウドファンディングを行い後半部分を追撮し、劇場公開用の長編に仕上げたというユニークな構成の映画。
自主製作時には初対面だった福谷と和田だが前編完成後に結婚、後編の撮影は夫婦として挑むなど私生活と作品内の時間経過がリンクしている。
当初は『手』というタイトルでプロジェクトが進行していたが、撮影後に日活ロマンポルノ50周年作品のひとつが同じタイトルで発表されたために変更し『獣手』となったという経緯がある。

## あらすじ
時代に取り残されたような襤褸家で貧しい生活を送る小暮修のもとに、服役していたはずの兄貴分である乾が現れる。
彼に逆らうことのできない修はかつて乾と関係のあった女、小雪の居場所を教えてしまう。
暴力を纏う過去に飲み込まれる中で修と小雪は次第に心を通わせていくが、乾が計画した強盗の最中に修は左手を失ってしまう。
闇医者の治療と小雪の看病により一命をとりとめるが修の手は異形と化し心までもが獣になっていく。
つないだ手を離さぬために、つむいだ未来を守るために修は立ち上がる。

## キャスト
出典は映画.com。
- 小暮修
演 - 福谷孝宏
日雇いも長く続かず地を這う様な生活を送っていたが、突然現れた昔の兄貴分である乾に逆らう事が出来ず足を洗ったはずの裏社会へと引きずり込まれる。
強盗の計画に失敗し左手を失い瀕死となるが、闇医者である別所の処置により命と引き換えに異形の手となってしまう。
- 五十嵐小雪
演 - 和田光沙
過去に乾と関係があったが、乾の服役中に距離を置き全身整形を行い別人として生きてきた。
しかし修が居場所を教えてしまうことで再び理不尽な暴力にさらされることになる。
- 乾明
演 - 川瀬陽太
仮釈放中に保護司から逃げ出し修の家に転がり込む。
粗暴な性格であり、暴力によって修と小雪を支配する。
- 黒田隆一
演 - 松浦祐也
刑事だが金のために裏社会の小間使いをしている。
須藤の命令で修を追う。
- 須藤章
演 - 上西雄大
須藤組の組長。修の手とそれを生み出した技術に価値を見出し狙っている。
- 片島
演 - 内藤正記
強盗団のボス。自分を出し抜こうとした乾を処分する。
- 小山田
演 - 飯田浩次郎
乾の保護司。行方の分からなくなった乾を探し修のもとを訪ねる。
- 所長
演 - 諏訪太朗
逃亡後の修が勤める製作所の所長。
- 別所曹徳
演 - 夏目大一朗
再生医療を専門とするが非合法の研究を行う闇医者で、表向きは美容整形等をしている。
- 他
若狭ひろみ
ハーレー・ビーハン
AKILA aka HOUDIN（Arkmist）
松田慎介
佐々木道成
畑中馨絵
竹内松直
岡千恵子
やっち
坂野崇博
しじみ
比津池広政
根本信一
根本悠正
西山真来

## スタッフ
- 監督 - 夏目大一朗
- 脚本 - 春日康徳、夏目大一朗
- 音楽 - 高橋剛、Open the case
- 録音・音響効果 - 丹雄二
- 撮影 - 石井千秋
- 照明 - 寺本慎太朗
- ドローン撮影 - 中島裕作
- 特殊造型 - 土肥良成、李華曦
- アクション監督 - AKILA aka HOUDIN（Arkmist）
- 制作 - 秋山友希
- 助監督 - 坂野崇博、石橋陸
- 編集 - 鈴木崇浩、夏目大一朗
- VFX - 若松みゆき
- カラリスト - 大西悠斗
- 撮影助手 - 阿部奈津子
- 録音助手 - ハーレー・ビーハン
- カラリスト助手 - 堀内希子
- 照明応援 - 棚田清、卜部直樹
- 車両応援 - 根本信一、小川北人
- 制作応援 - 吉川義博、畑中馨絵、竹内松直、岡千恵子
- スチール - AI TERADA
- タイトルデザイン - 小笠原麗
- 英語翻訳 - 松田慎介
- メインビジュアル - イリエナナコ、徳原賢弥
- 宣伝美術・Web - 棚田清（Phono-vision film)
- 渉外 - 西野有香
- プロデューサー - 福谷孝宏
- 制作・製作 - 映画畑

## 音楽
- 主題歌 - 樹音「ツナグ」　
作詞・作曲 - 高位妃楊子

## 受賞歴
シッチェス・カタロニア国際映画祭2024 ミッドナイト・エクストリーム部門
タリン・ブラックナイツ映画祭
第3回宮古島チャリティー国際映画祭
- ストーリー長編部門最優秀主演女優賞（和田光沙）[6]